# Кая-Баш (Сімферополь)
Кая́-Баш (крим. Qaya Baş), також Госпітальна гірка та Макурина гірка — плато та скеля в Сімферополі, в Старому місті, в Київському районі.
Вершина (290 м) знаходиться по вулиці Червоноармійська, 3, оглядовий майданчик — на перехресті вулиць Студентської та Леніна.

## Загальні дані
У перекладі з кримськотатарської, назва означає «Скеля Голова». Чи це походить від зовнішнього вигляду її, схожого на голову, чи за А. Я. Гідалевичем від розбійника Кая, який тут склав голову.
На плато знаходиться Верхнє старе місто.
На території гірки, неподалік від майбутнього будинку Макурина, була встановлена найвища топографічна точка Сімферополя — «Пароборошномельний млин Граната».
З майданчика відкривається чудовий краєвид на місто, ця найвища точка у центрі Сімферополя. З нього ведуть униз до вулиці Воровського Сходи кохання.

## Історія
Існує версія, що життя на схилі гори Кая-Баш не переривалося 2000 років — тут розташовувалися квартали бідного населення Неаполя Скіфського, які продовжували тут жити після загибелі Неаполіса.
Тут була заложена перша військова казарма російських військ. У 1805 році колишні військові казарми біля нинішньої телевежі перетворили на госпіталь, майдан біля нього назвали Госпітальний, і потім перейменували всю височину на Госпітальну гірку.
Наприкінці XIX століття тут отримав ділянку землі член сімферопольської міської управи, її бухгалтер Василь Макурин. До 1904 року він збудував дуже примітний будинок, і місцевість стала називатися Макуриною гіркою.